# San Juan (Nuovo Messico)
San Juan è un census-designated place (CDP) degli Stati Uniti d'America della contea di Rio Arriba nello Stato del Nuovo Messico. La popolazione era di 592 persone al censimento del 2000.

## Geografia fisica
San Juan è situata a 36°03′12″N 106°04′09″W (36.053361, -106.069283).
Secondo lo United States Census Bureau, ha un'area totale di 0,6 miglia quadrate (1,5 km²).

## Società

### Evoluzione demografica
Secondo il censimento del 2000, c'erano 592 persone.

### Etnie e minoranze straniere
Secondo il censimento del 2000, la composizione etnica del CDP era formata dal 4,05% di bianchi, lo 0,34% di afroamericani, l'84,97% di nativi americani, lo 0,17% di asiatici, il 7,60% di altre razze, e il 2,87% di due o più etnie. Ispanici o latinos di qualunque razza erano il 27,03% della popolazione.